# Ценокінез
Ценокінез (від грец. koinos - спільний та kinema - рух) - один з розділів синдинаміки, сукупність процесів, які зумовлюють існування, розвиток, продуктивність і сталість біоценозів як ценоекосистем. Включає такі явища: 
- захоплення автотрофами сонячної енергії при здійсненні ними ендотермічних реакцій фотосинтезу;
- виробництво завдяки цьому первинної біомаси (фітомаси);
- транспорт органічних речовин і енергії по трофічних каналах від автотрофів до гетеротрофів – консументів;
- виробництво консументами вторинної біомаси;
- втягнення до кругообігу великої кількості речовин по медіопативних каналах;
- розкладання біомаси і мортмаси організмами- редуцентами;
- пов’язане з цим і з круговоротом речовин ґрунтоутворення;
- вивід енергії із системи при диханні організмів;
- репродукування (розмноження) і відновлення організмів;
- перебудова систем при змінах зовнішніх (режимних) умов.

Регулювання усіх цих процесів здійснюється по трофічних (біотрофія) і медіопативних (медиопатія) каналах зв’язків у ценоекосистемах. 
Багато явищ ценокінезу виявляються в більшій або меншій повторюванності - ритмиці, зокрема в ритмиці поведінки організмів. Ці ритми наступні: 
- добові (циркадні) - сумарного фотосинтезу і обміну речовин, розвитку і активності ценопопуляцій рослин і тварин;
- річні - зміни сезонної активності і продукування популяцій, їх флуктуації, сезоні феноритми і аспекти, коливання інтенсивності процесів обміну та ін.;
- вікові – пов’язані з циклічністтю сонячної радіації.

## Виноски
1. ↑   Медіопатія (від лат. medius - середній і ... патія) - взаємини організмів за допомогою зміни біоценотичного середовища завдяки, з одного боку, виділенню в нього продуктів життєдіяльності (алелопатія), а з іншого - вилученню з нього ряду речовин (алелосполія).